# パイオニアマイクロテクノロジー
パイオニアマイクロテクノロジー株式会社は山梨県に拠点を置くパイオニアのグループ企業である。

## 概要
かつてはパイオニアの半導体部門であったが、1985年（昭和60年）の分社化を経て2003年（平成15年）に設立された。本社のある山梨県は製造部門のみであり、営業部門は東京都新宿区にある。
業務としてはパイオニア製品向けの集積回路の製造を行なっており、光ディスク用の受光素子となるアナログICと映像表示用のデジタルICを取り扱っている。

## 沿革
- 1977年（昭和52年）、半導体研究所を設立。
- 1981年（昭和56年）、半導体の自社製造を開始。
- 1985年（昭和60年）、パイオニア以外の企業にも部品を供給するため、パイオニアビデオ株式会社として分社化。
- 1994年（平成6年）、営業部門を分割し、東京営業所を開設。
- 2003年（平成15年）、再編により現会社設立。

## 事業所
本社（製造拠点）
- 郵便番号:〒400-0053
- 住所:山梨県甲府市大里町465

営業部
- 郵便番号:〒160-0023
- 住所:東京都新宿区西新宿4-15-3住友不動産ビル3号館6階